# Okrouhlá Radouň
Okrouhlá Radouň è un comune della Repubblica Ceca facente parte del distretto di Jindřichův Hradec, in Boemia Meridionale.